# Ширинские столбы
Ширинские столбы (памятник природы «Каменный лес») — особо охраняемая природная территория России (ООПТ) регионального значения, организованная в 2020 году на территории Ширинского района республики Хакасия. Памятник природы представлен двумя участками — северным и южным. Общая площадь ООПТ составляет 223,5 га. Северный участок — это горная вершина высотой 724 метра над уровнем моря, расположенная в северо-восточном направлении от деревни Усть-Тунгужуль. Южный участок находится в междуречье реки Белый Июс и нижнем течении реки Тунгужуль в юго-западном направлении от деревни Усть-Тунгужуль.
На территории памятника природы расположены уникальные геологические объекты: скопления каменных образований. Благодаря необычности форм изолированных массивов горной породы ООПТ получила свое название «Каменный лес». Останцы Каменного леса начали формироваться ещё в палеозойской эре, около 480 миллионов лет назад. Один из самых известных гранитоидов Каменного леса, являющийся символом ООПТ, — «Каменный Гриб», имеющий «шляпку» диаметром 3 метра, которая держится на трех точках опоры. Другим известным гранитоидом является останец «Кружева», узор на котором образовался из-за кавернозного выветривания. Такой тип выветривания характерен в первую очередь для пород, находящихся на морском побережье, а не для центра материка, как в «Каменном лесу».
Посещение «Каменного леса» является платным, а размер платы за одно посещение составляет 100 рублей. Посетителям следует ходить только по тропинкам, маршрут которых отмечен желтыми ромбиками.

## Флора
ООПТ «Каменный лес» находится в таёжной зоне. Основу флоры составляют светлохвойные и мелколиственные леса. Лесообразующими породами являются сосна обыкновенная, берёза повислая и лиственница сибирская. Всего во флоре ООПТ зафиксировано более 250 видов высших сосудистых растений. Типичными видами являются водосбор железистый, грушанка круглолистная, истод сибирский, герань сибирская, купальница азиатская, княжик сибирский и т. д. Редкие и исчезающие виды, занесённые в Красную книгу: венерин башмачок настоящий, крупноцветковый и капельный, мак хакасский.

## Фауна
Наиболее распространенными животными в ООПТ являются cибирская косуля, обыкновенная лисица, заяц-беляк, медведь, дятел белоспинный, пёстрый, седой, глухарь, желна, длиннохвостая неясыть, синехвостка и т. д. Редкие и исчезающие виды животных, занесённые в Красную книгу: беркут, филин, кобчик, дупель, вяхирь, воробьиный сыч, серый сорокопут, уж обыкновенный.

Галерея ООПТ «Каменный лес»
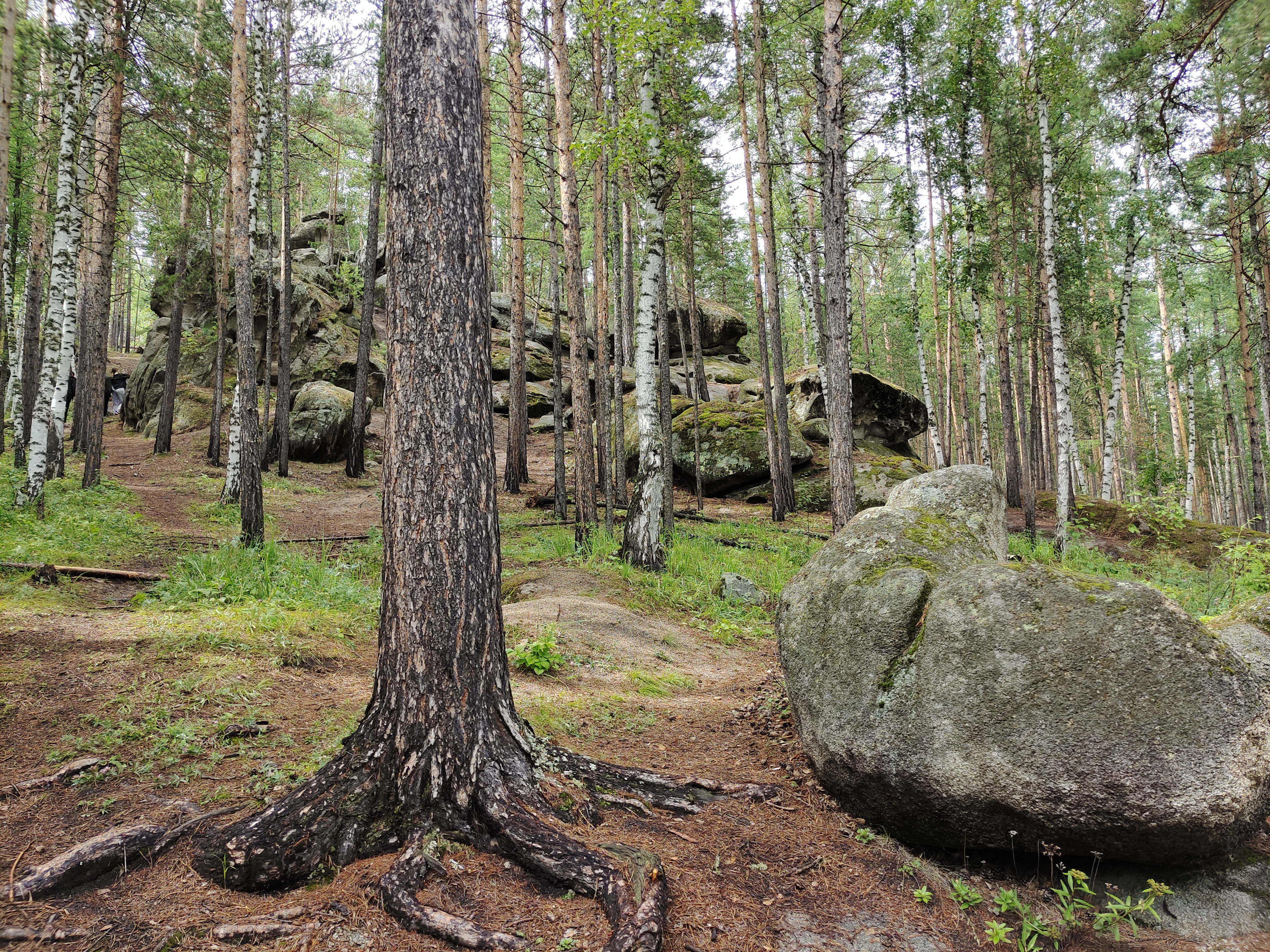
Дорога к останцам
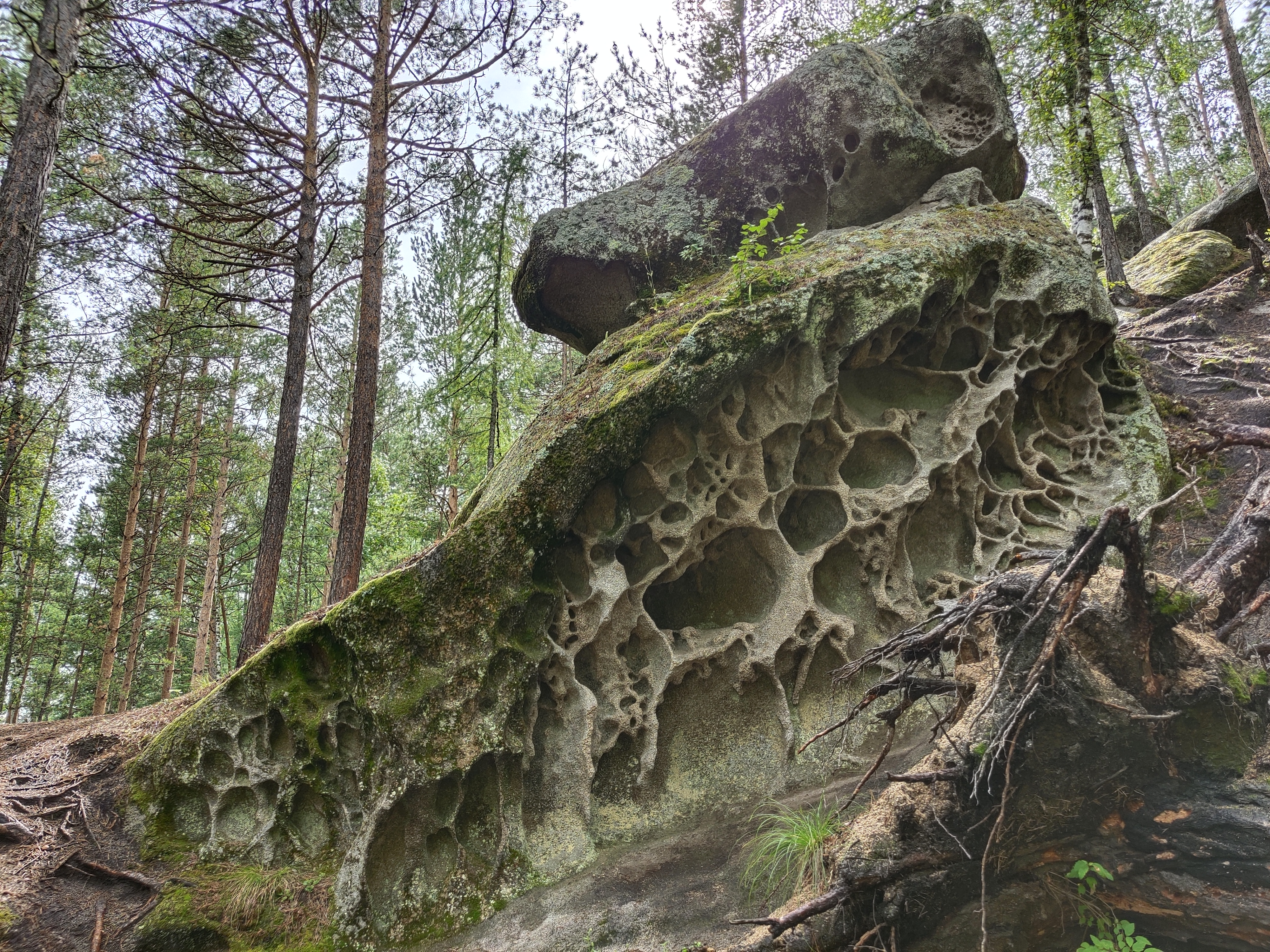
Останец «Кружева»
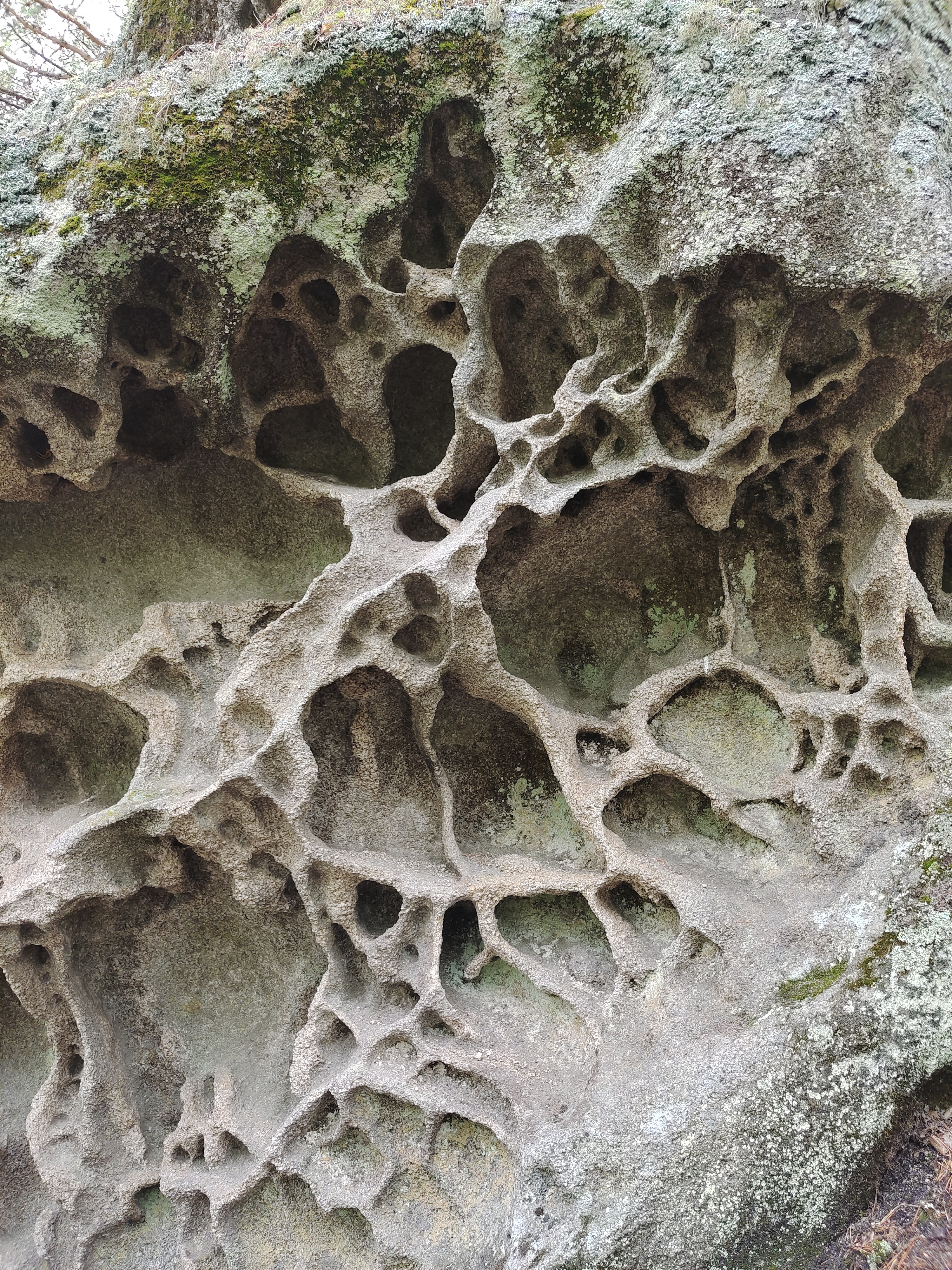
Узор на останце «Кружева»
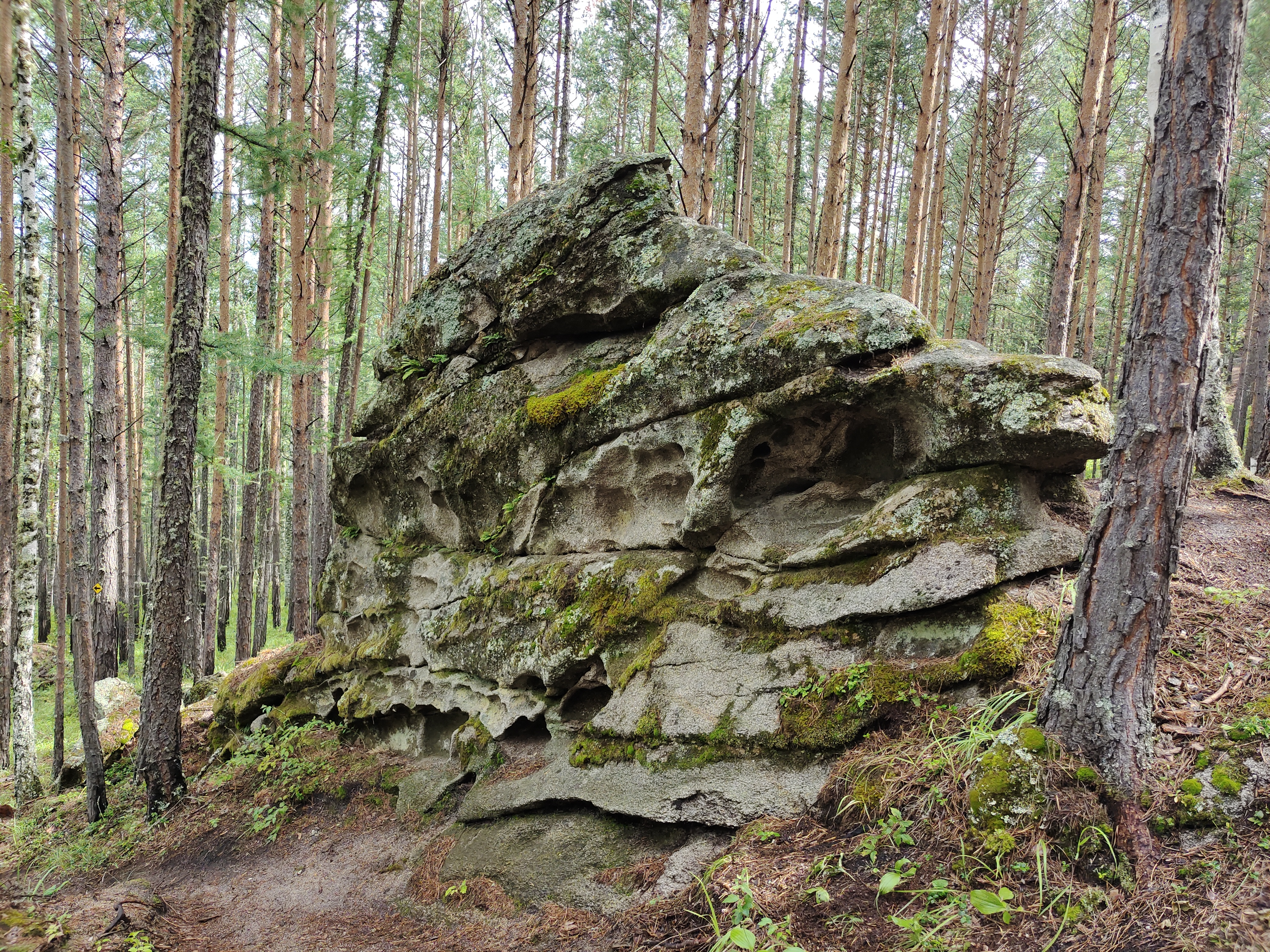
Вид сбоку на останец «Кружева»
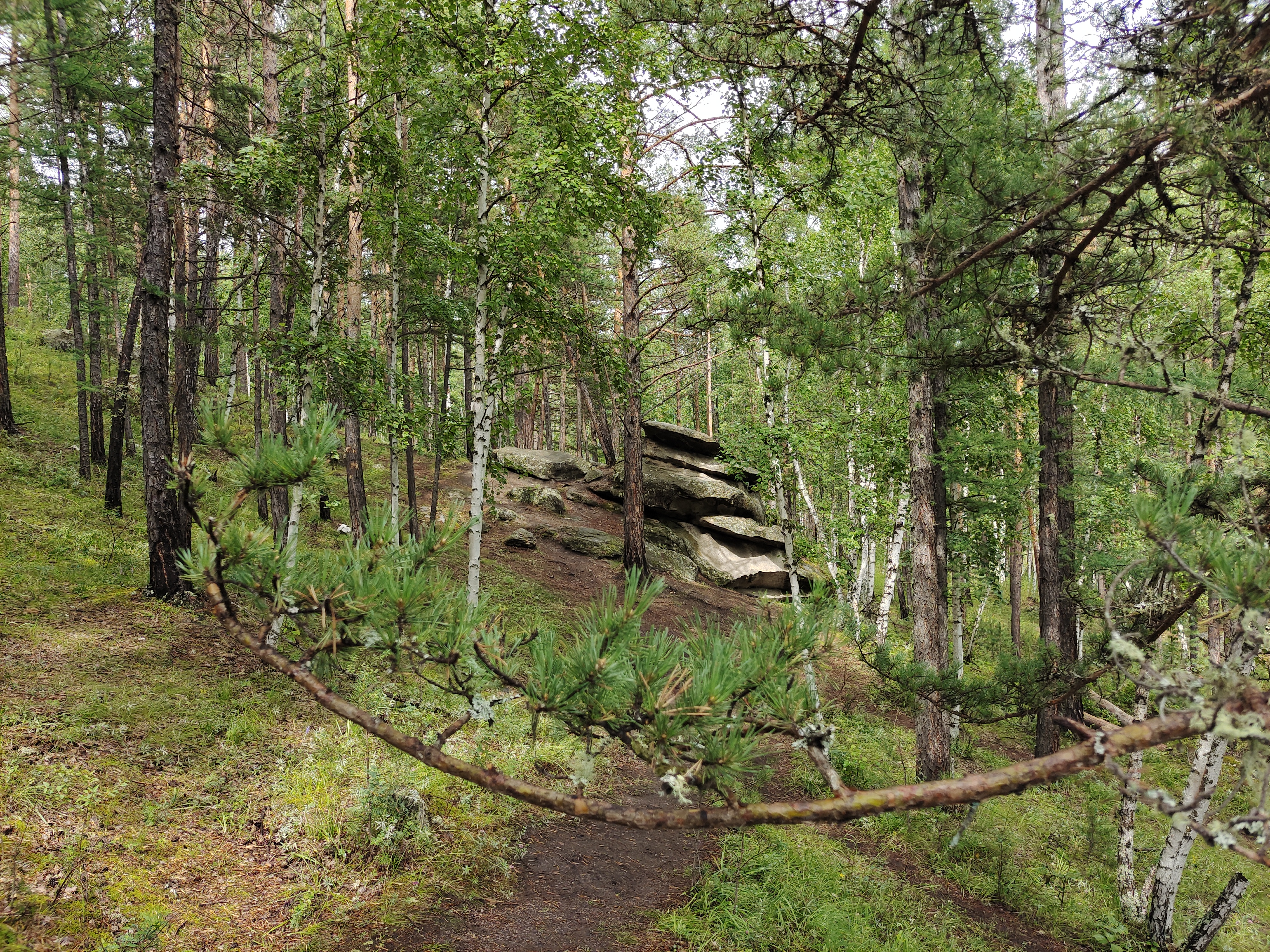
Тропинка к останцу «Танк»
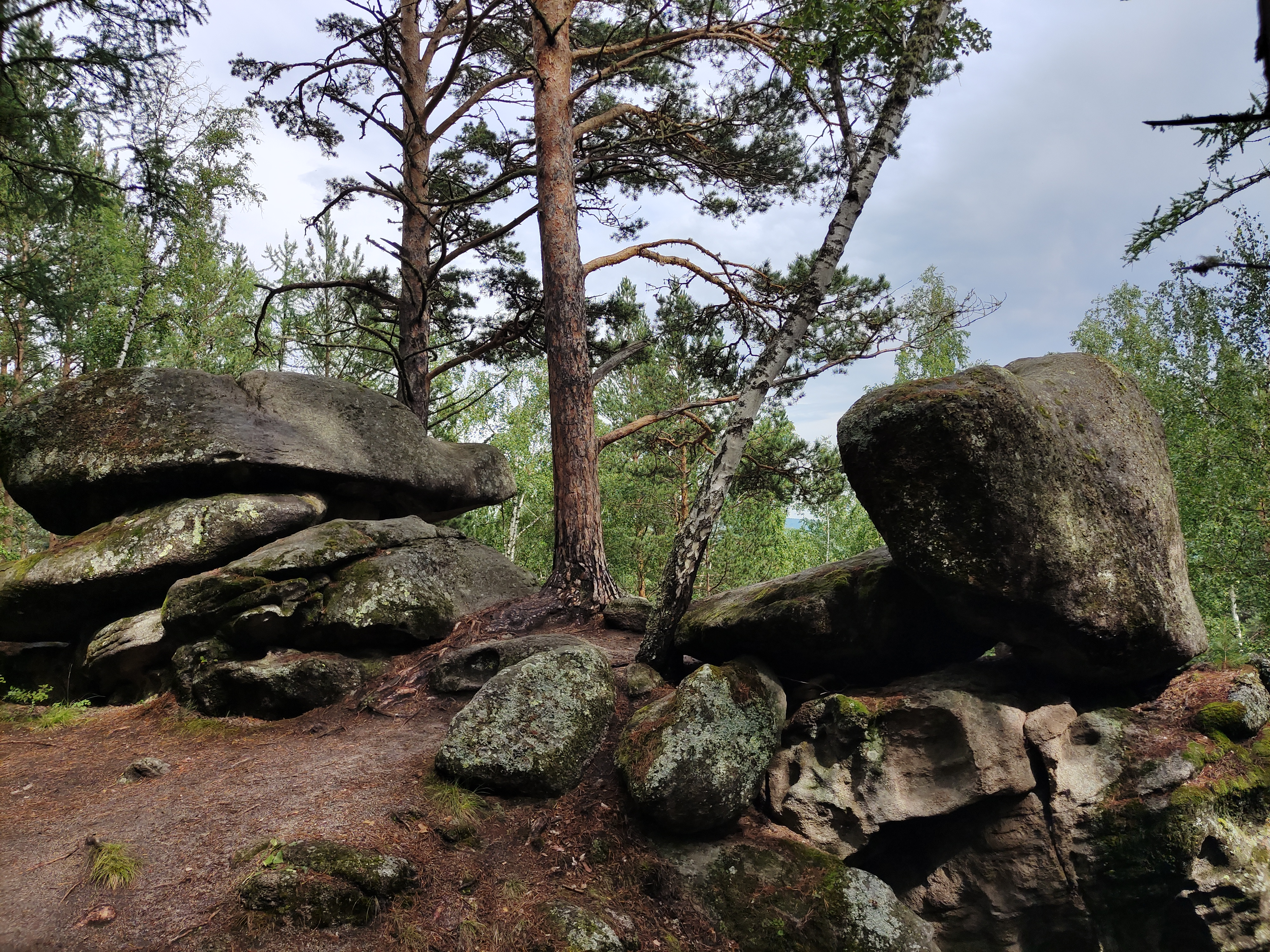
Останец «Танк»
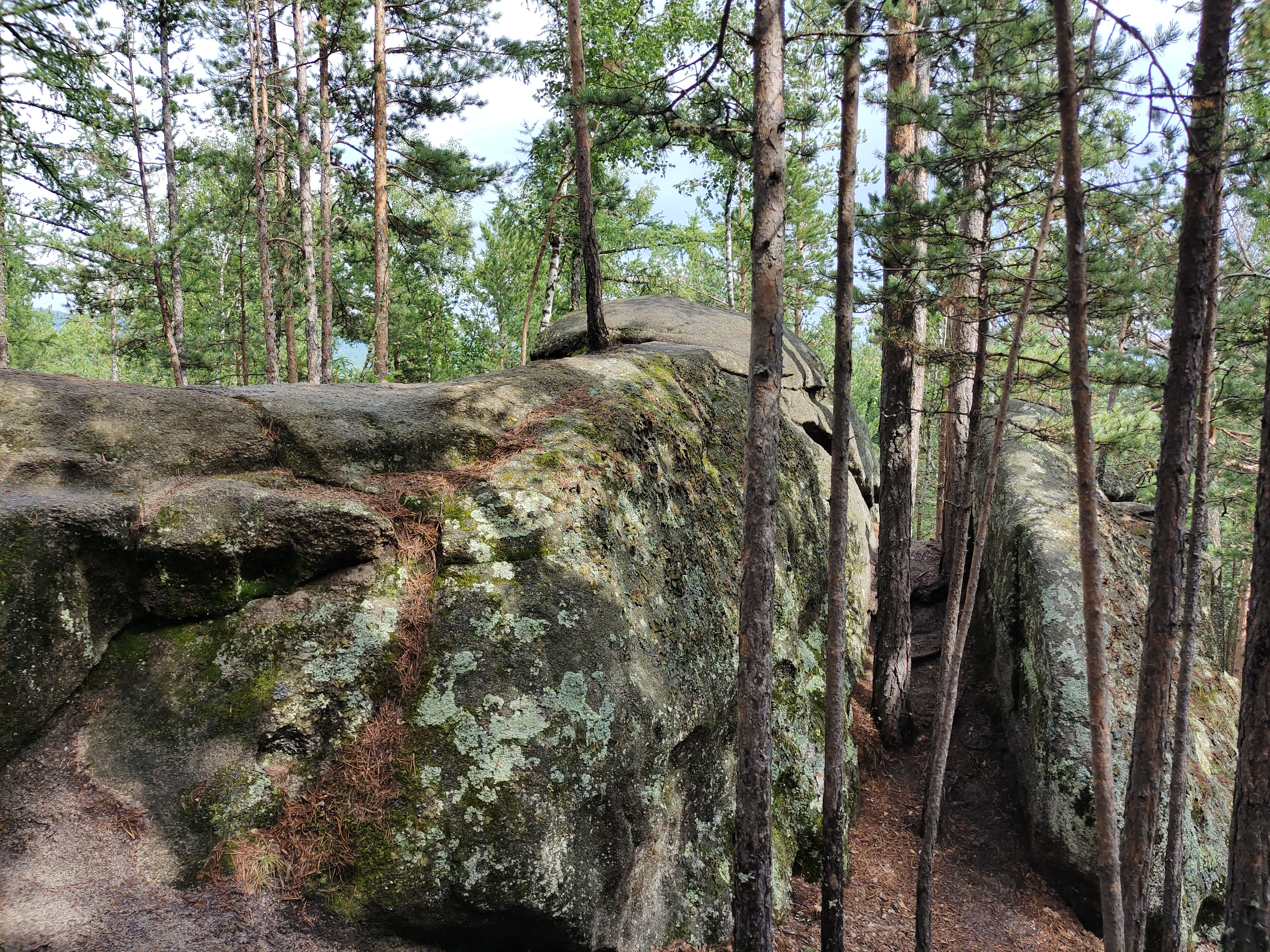
Останцы «Хорошая фигура»
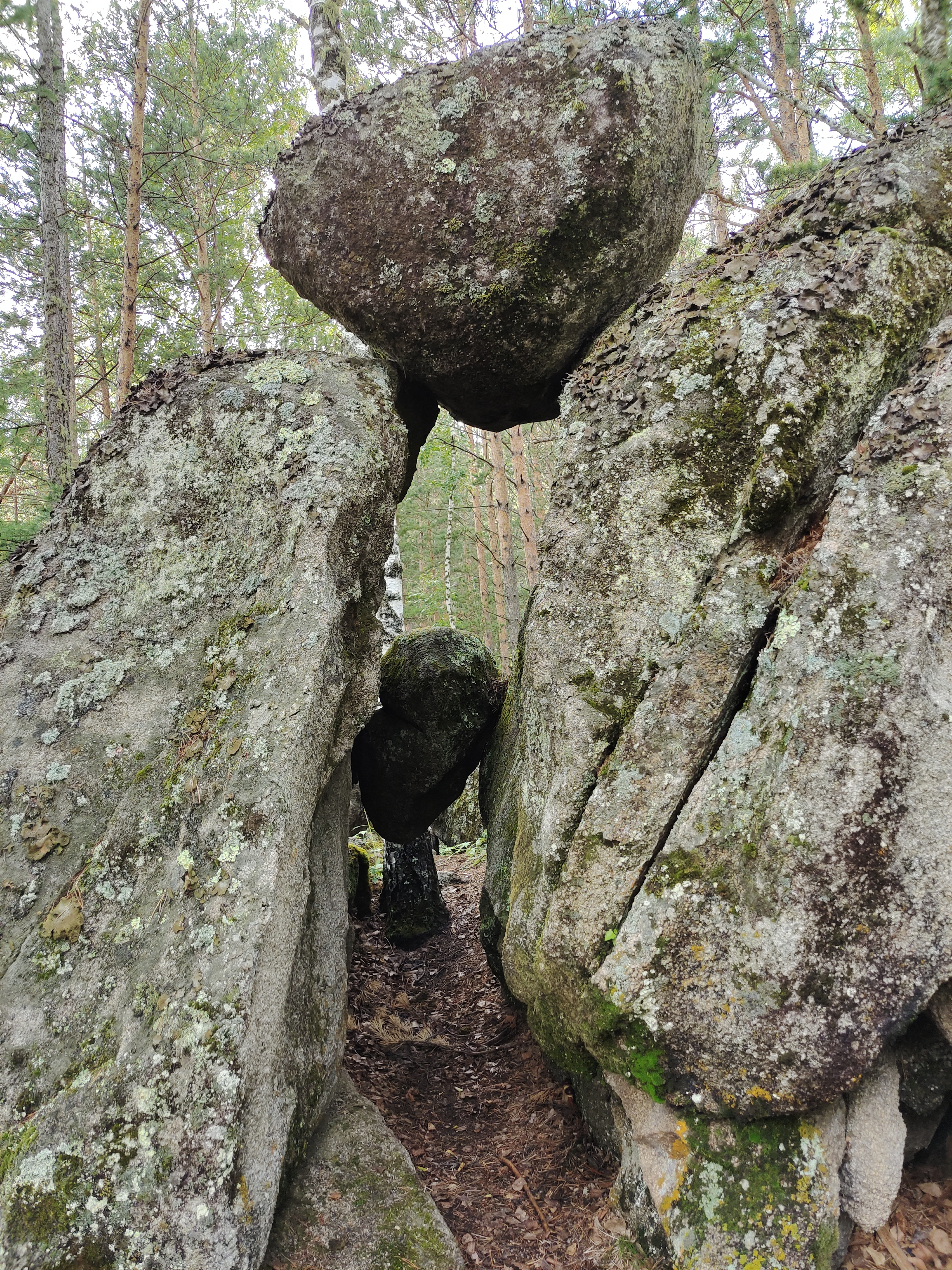
Останец «Пленник»
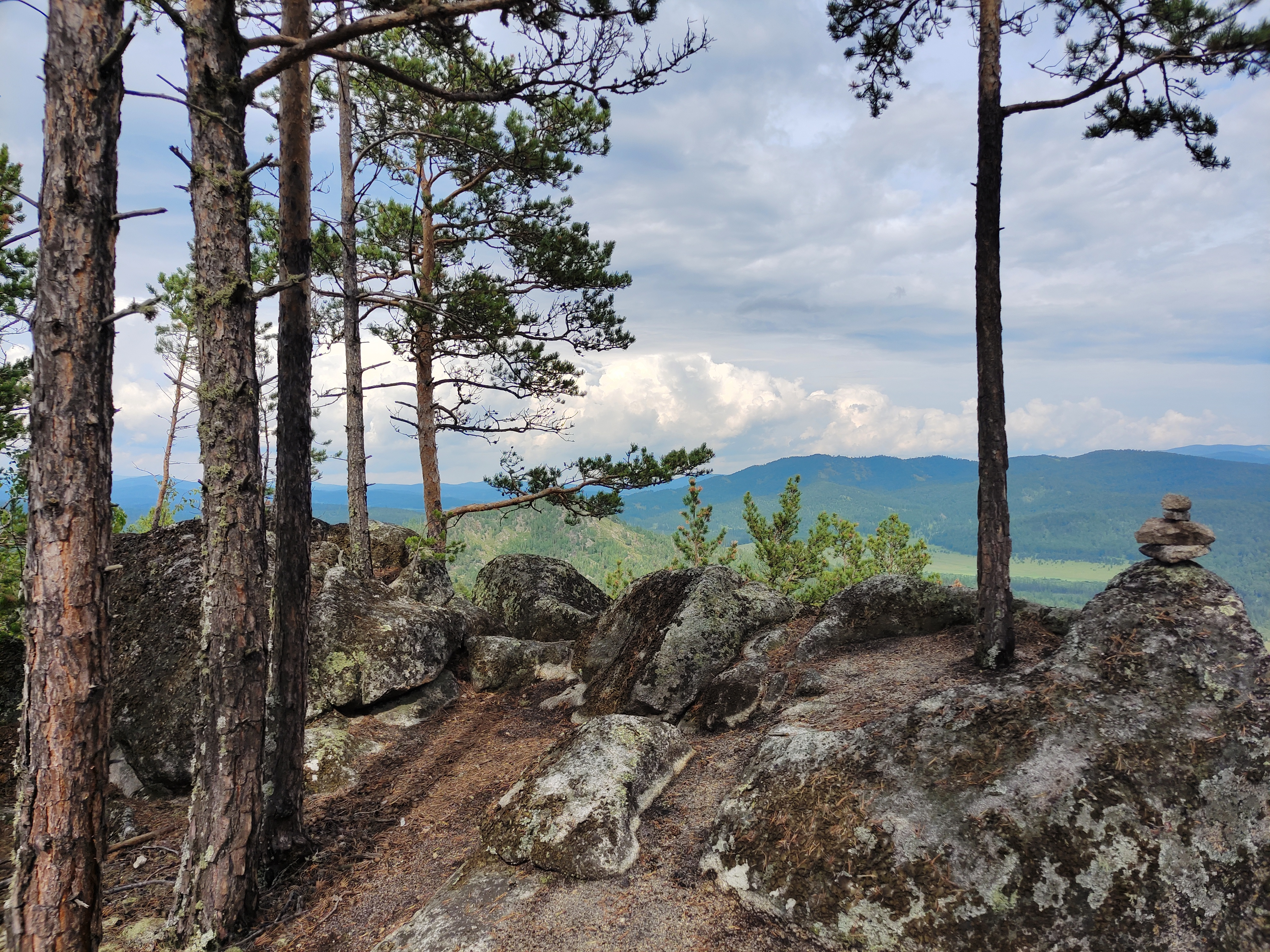
Горная вершина
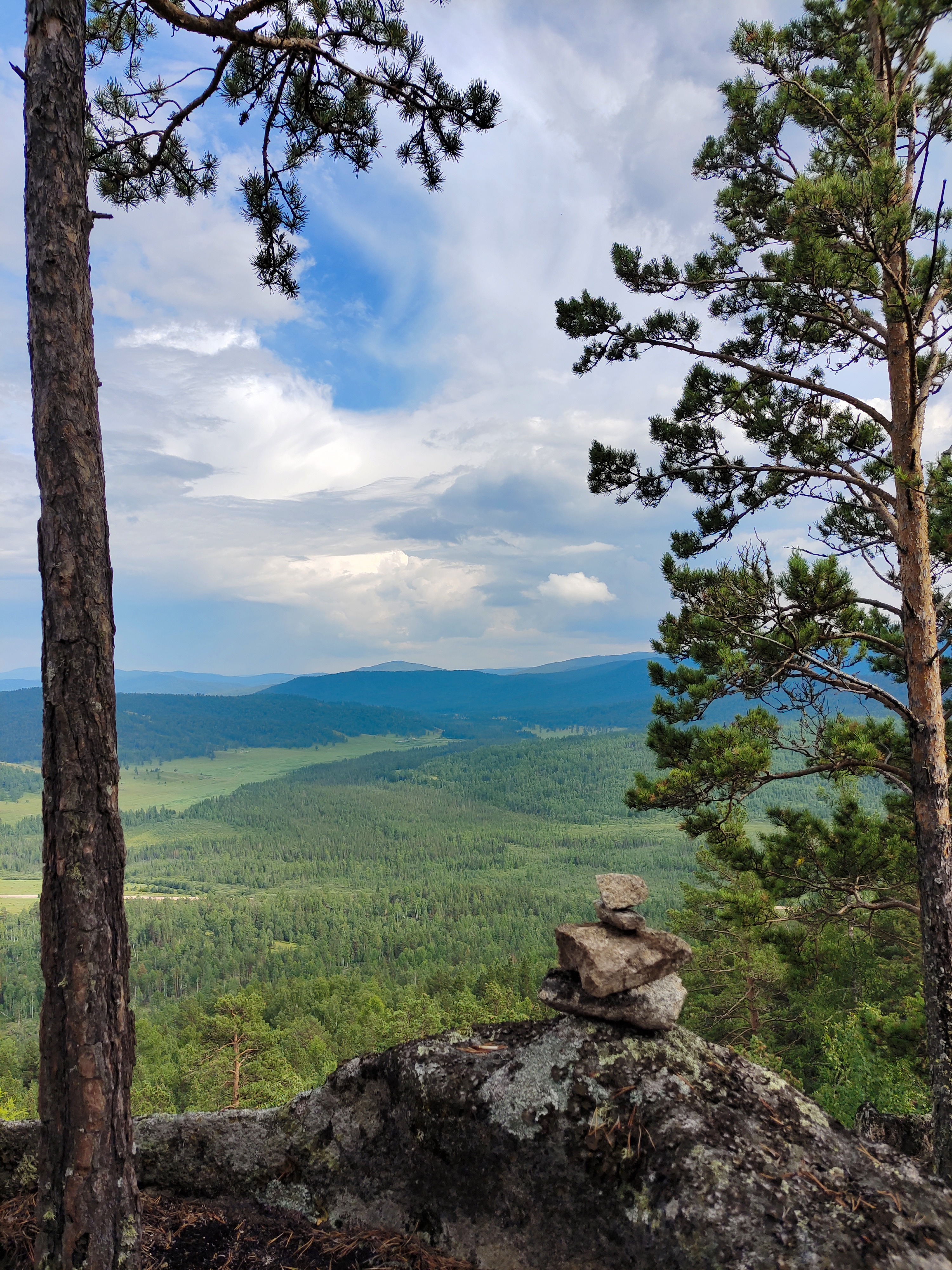
Вид с горной вершины
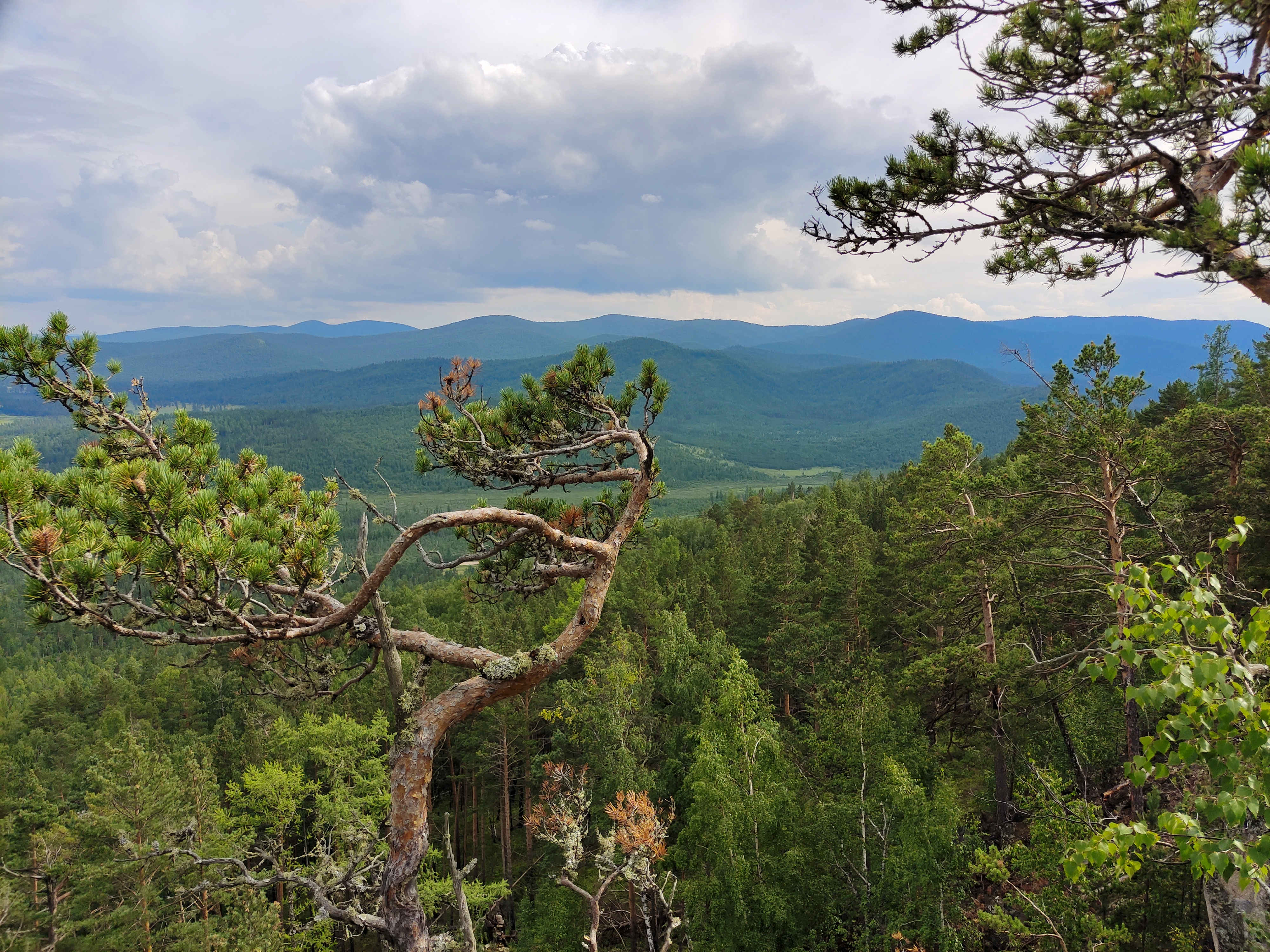
Панорама с горной вершины
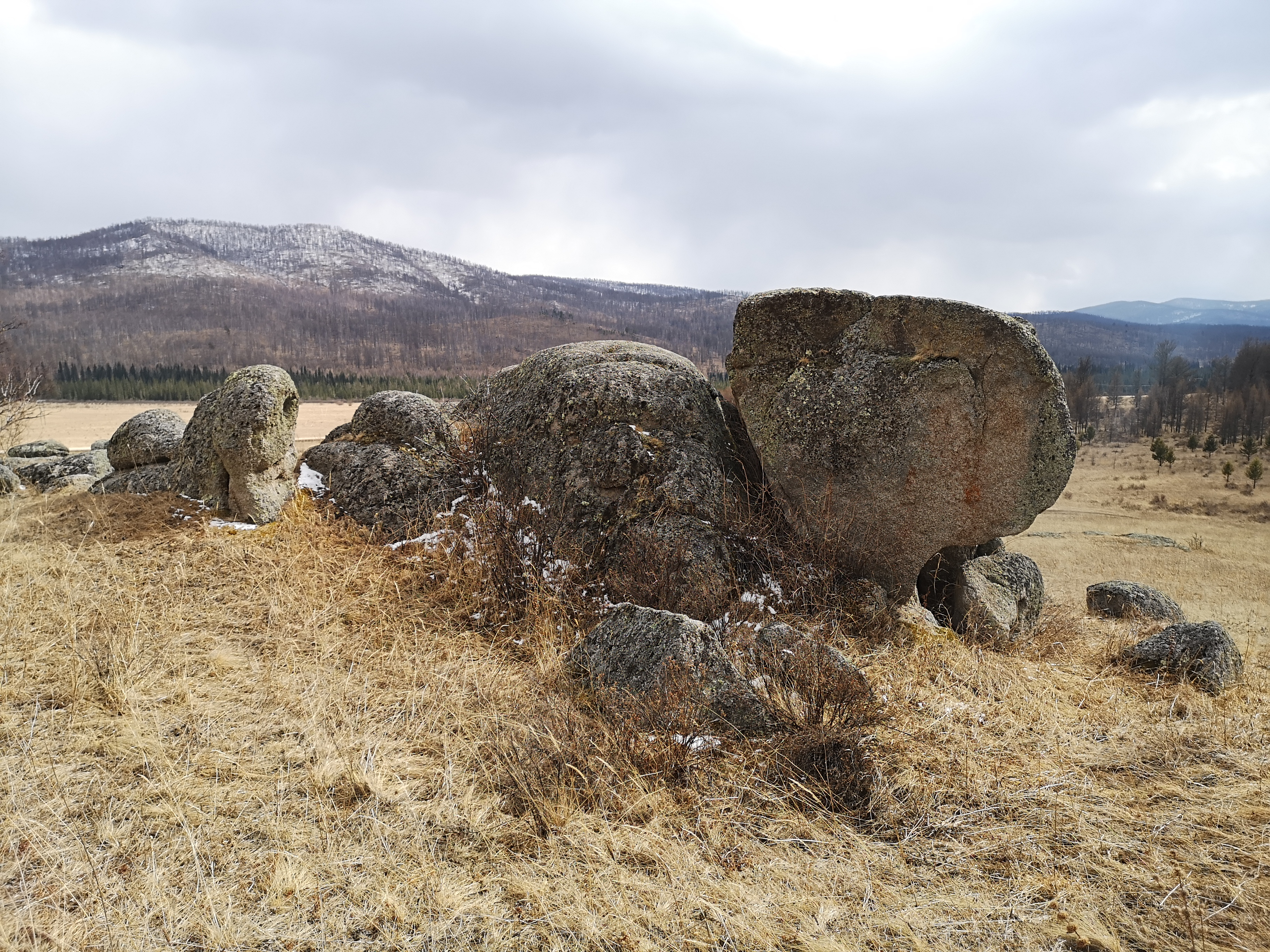
"Суслик" находится параллельно дороге, не доезжая до основных останцов. "Мордочка" с дороги не видна, надо обойти валуны.